# آمبودیبونارا
آمبودیبونارا (به لاتین: Ambodibonara) یک منطقهٔ مسکونی در ماداگاسکار است که در ماهانورو واقع شده‌است. آمبودیبونارا ۲۷٬۵۹۷ نفر جمعیت دارد.